# Roza Chanina
Roza Iegorovna Chanina (en russe : Роза Егоровна Шанина), née le 3 avril 1924 et tuée au combat le 28 janvier 1945, est un sergent-major de l'Armée rouge, tireur d'élite pendant la Seconde Guerre Mondiale.

## Biographie

### Enfance et formation
Roza Chanina est née à Yedma, petit village russe du gouvernement de Vologda (aujourd'hui dans l'oblast d'Arkhangelsk), fille d'Anna Alexeïevna Chanina, une trayeuse de vaches dans un kolkhoze et de Gueorgui Mikhaïlovitch Chanine, un bûcheron infirme du fait d'une blessure reçue pendant la Première Guerre mondiale. Roza aurait été nommée d'après la révolutionnaire marxiste Rosa Luxemburg. Elle termine l'école élémentaire à Yedma, puis poursuit ses études dans le village voisin de Bereznik, distant de 13 kilomètres, distance qu'elle est obligée de parcourir à pied, faute de ramassage scolaire. Elle y retournait même le samedi pour s'occuper de sa tante malade Agnia Borissova.
À l'âge de 14 ans, contre la volonté de ses parents, elle aurait marché 200 kilomètres à travers la taïga jusqu'à la gare pour poursuivre ses études à Arkhangelsk, où elle suit les cours du collège de formation des professeurs et travaille dans un jardin d'enfants (la marche de 200 kilomètres a été confirmée plus tard par son professeur, Alexandre Makarine). 

### Pendant la guerre

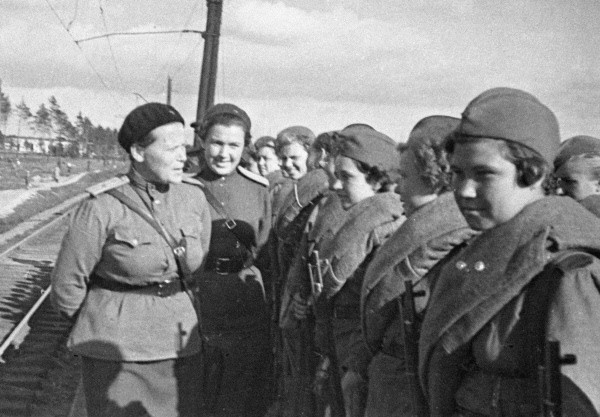
Revue d'un peloton féminin de snipers soviétique avant leur départ pour le front, 1943.

Le 22 juin 1943, Roza Chanina s'enrôle dans l'Armée rouge et le 2 avril 1944, elle rejoint la 184e division de fusiliers où un peloton féminin de tireurs d'élite avait été formé. Elle combat pendant neuf mois[réf. souhaitée] et participe à la grande offensive soviétique sur Vilnius, déclenchée le 5 juin 1944. Elle reçoit l'ordre de la Gloire le 18 juin 1944 et de nouveau le 2 septembre 1944.
Un jour, en recevant l'ordre du commandant du bataillon de retourner sans délai à l'arrière, Chanina aurait répondu : « J'y retournerai après la bataille ». L'expression devint plus tard le titre d’un ouvrage de Nikolaï Jouravliov.
Le 12 décembre 1944, Roza reçoit une balle dans l'épaule, ce qui lui vaut la médaille du Courage, décernée le 27 décembre 1944.

### Mort

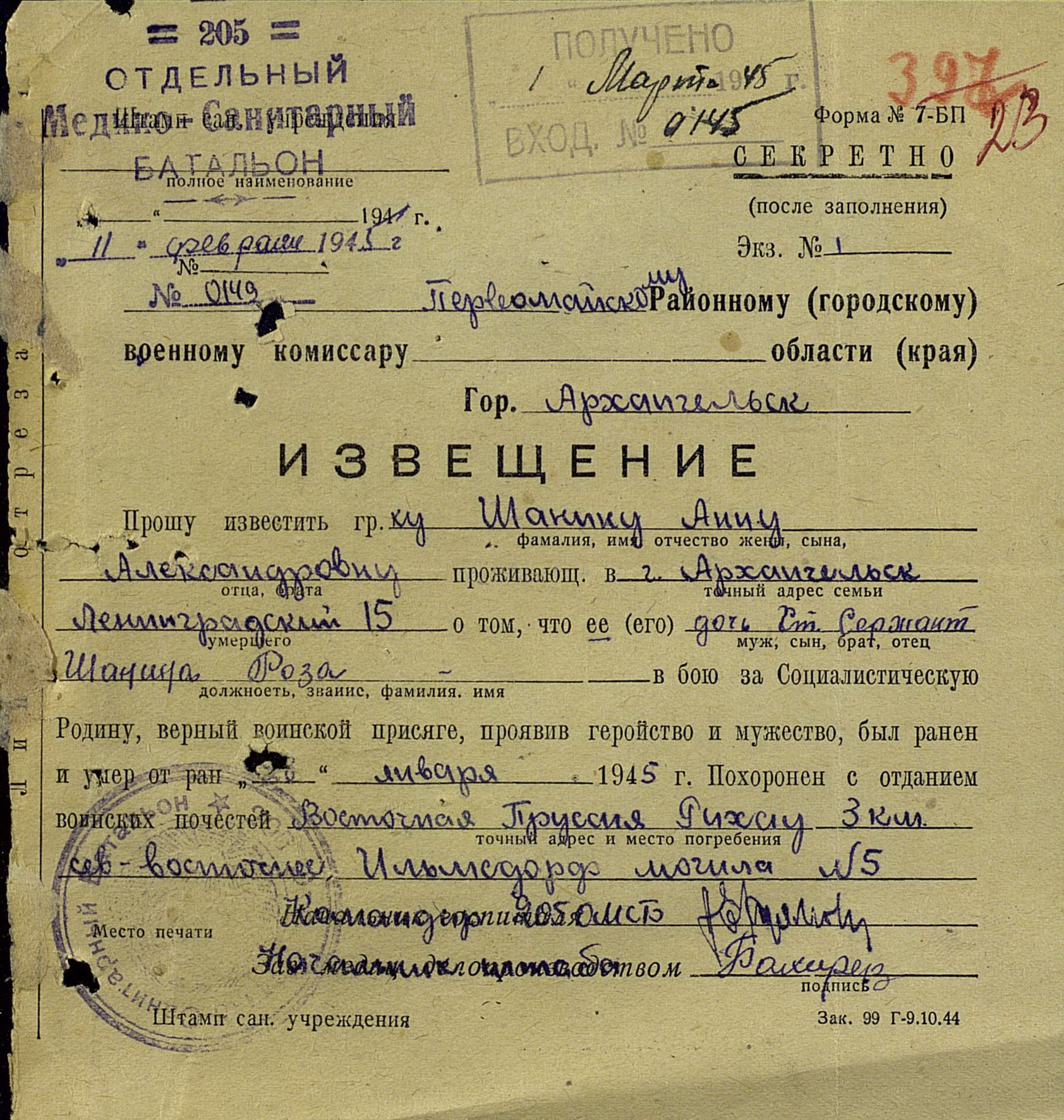
Notification de décès de Roza Chanina envoyée à sa mère par le bataillon médical et sanitaire séparé.

Le 27 janvier 1945, Roza Chanina est gravement blessée durant une bataille près du hameau de Reichau (de), en province de Prusse-Orientale. Elle est retrouvée par deux soldats qui la découvrent éventrée, la poitrine déchirée par un obus à fragmentation. Malgré les tentatives pour la sauver, elle meurt le lendemain le 28 janvier 1945, trois mois avant la victoire de l'Armée rouge sur la Wehrmacht. L'infirmière Yekaterina Radkina se souvint que Chanina lui avait dit qu'elle regrettait d'avoir fait si peu. Pourtant , après avoir tué 59 ennemis, elle avouait ne plus avoir de cœur. Sa mère , apprenant la mort de sa fille déclara « que c'était mieux ainsi », compte tenu de ses états meurtriers de service[réf. souhaitée].

### Vie privée
Roza Chanina avait quatre frères et une sœur : Fiodor, Julia, Marat, Mikhaïl et Sergueï. Mikhaïl mourut au cours du siège de Léningrad en 1941, Fiodor fut tué la même année pendant la campagne de Crimée et Sergueï ne revint pas non plus de la guerre. Marat fut le seul frère survivant.
La vie personnelle de Rosa Chanina a été contrecarrée par la guerre. Le 10 octobre 1944, elle écrit dans son journal : « Je ne peux pas accepter que Micha Panarine ne vive plus. Quel bon garçon ! [Il] a été tué... Il m'a aimée, je sais, et moi aussi... Mon cœur est lourd, j'ai vingt ans, mais je n'ai pas d'ami [masculin] proche ». En novembre 1944, Chanina écrit qu'elle se « bat dans sa tête qu'elle [aime] » un homme nommé Nikolaï, bien qu'il « ne brille pas par la scolarité et l'éducation ». Dans la même page, elle écrit qu'elle ne pense pas au mariage parce que « ce n'est pas le moment maintenant ». Elle écrit plus tard qu'elle « est sortie » avec Nikolaï et lui a « écrit une note dans le sens de "mais je me donne à [celui-ci] et n'aimerai aucun autre" ». En fin de compte, dans le dernier compte-rendu de son journal, rempli de tons sinistres, Chanina écrit qu'elle « ne peut pas trouver un réconfort » maintenant et qu'elle n'est « d'aucune utilité à personne ».

## Personnalité
Le correspondant de guerre Piotr Moltchanov, qui avait fréquemment rencontré Roza Chanina au front, l'a décrite comme une personne d'une volonté inhabituelle, dotée d'une nature authentique et brillante. Elle avait un caractère simple, et estimait important le courage et l'absence d'égotisme chez les autres personnes. Elle s'habillait modestement et aimait jouer au volleyball.
Chanina s'est décrite elle-même comme une « bavarde illimitée et téméraire » pendant ses années de collège. Elle a défini son propre caractère à l'image de celui du poète, peintre et écrivain romantique Mikhail Lermontov, décidant, comme lui, d'agir comme elle l'entendait.
Selon la sœur d'armes de Chanina, Lidia Vdovina, Roza avait l'habitude de chanter sa chanson de guerre préférée « Oï toumany moi, rastoumany » (« Ô mes brumes ») à chaque fois qu'elle nettoyait son arme. Elle a une fois raconté une histoire quand « environ une cinquantaine de fascistes frénétiques avec des cris sauvages » ont attaqué une tranchée accueillant douze femmes snipers, y compris Chanina, affirmant : « Certains sont tombés de nos balles bien tirées, d'autres nous les avons finis avec nos baïonnettes, nos grenades, nos pelles et d'autres nous les avons fait prisonniers, après avoir capturé leurs armes ».

## Honneurs
|                                               |  |                                           |
| Médaille de l'Ordre de la Gloire (3e classe). |  | Médaille du Courage (version soviétique). |

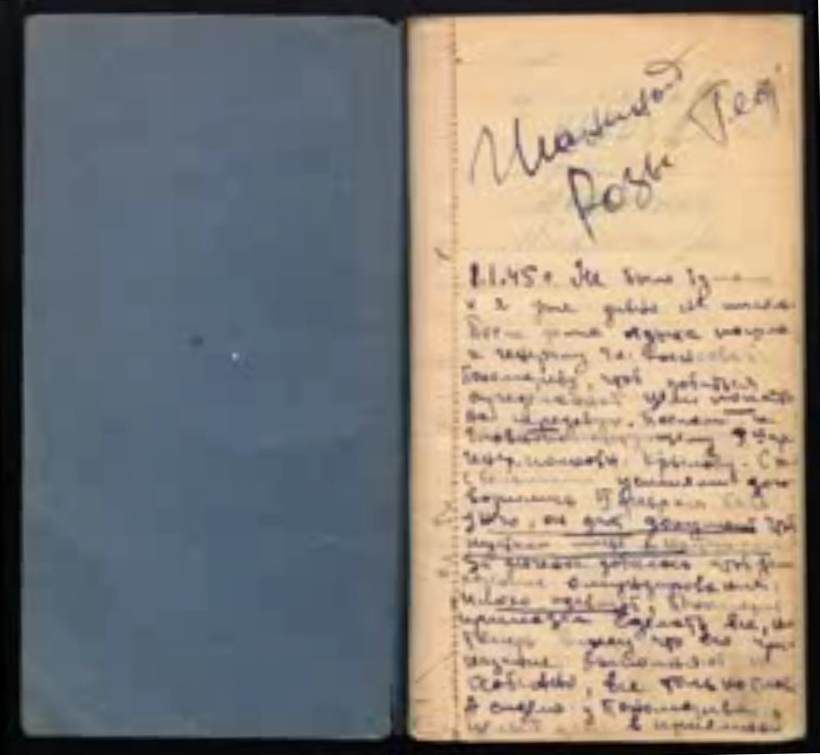
Un des journaux de combat de Roza Chanina.

Roza Chanina a obtenu l’ordre de la Gloire par deux fois, devenant ainsi la première femme à recevoir l’une des plus hautes décorations soviétiques de la Seconde Guerre mondiale, ce qui lui a valu la célébrité dans l’ensemble du pays et la publication d’articles et de photos à son sujet dans les médias. Pendant la guerre, elle est baptisée par les journalistes étrangers la « Terreur invisible de la Prusse orientale », du nom de la région où elle combattait depuis l’automne 1944[réf. souhaitée]
Son journal de combat et plusieurs de ses lettres ont été publiés après sa mort, à partir de 1965, renouvelant l'intérêt pour Rosa Chanina dans la presse soviétique. Des rues à Arkhangelsk et dans les localités de Changaly et Stroïevskoïe ont été nommées en son honneur. Son village de Yedma possède un musée qui lui est consacré. L'école locale où elle a étudié en 1931-1935 a une plaque commémorative. La propagande communiste d'alors rendait hommage à l'admirable mère qui avait « mis au monde une telle fille ». 
En 2013, elle figure sur un mur de la mémoire présentant les graffitis de six personnalités russes de la guerre (avec Pavel Oussov, Prokopy Galouchine, Alexandre Chabaline, Pavel Kojine et Piotr Noritsyne), inauguré à Arkhangelsk.
Le roman Étoile rouge (Buchet-Chastel, 2023) de Florian Ferrier a pour héroïne Lenka, une tireuse d'élite soviétique inspirée de l'histoire véritable de Roza Chanina.